# 蘇州石川製鉄
蘇州石川製鉄有限公司（そしゅういしかわせいてつ、中国語: 苏州石川制铁、英語: Suzhou Ishikawa Iron Manufacturing Co., Ltd.）は、中国江蘇省蘇州市呉中区にあるダクタイル鋳鉄の製造、機械加工を行うメーカー。

## 主な関連会社
- 石川可鍛製鉄
- 中央可鍛工業